# Corcubiom

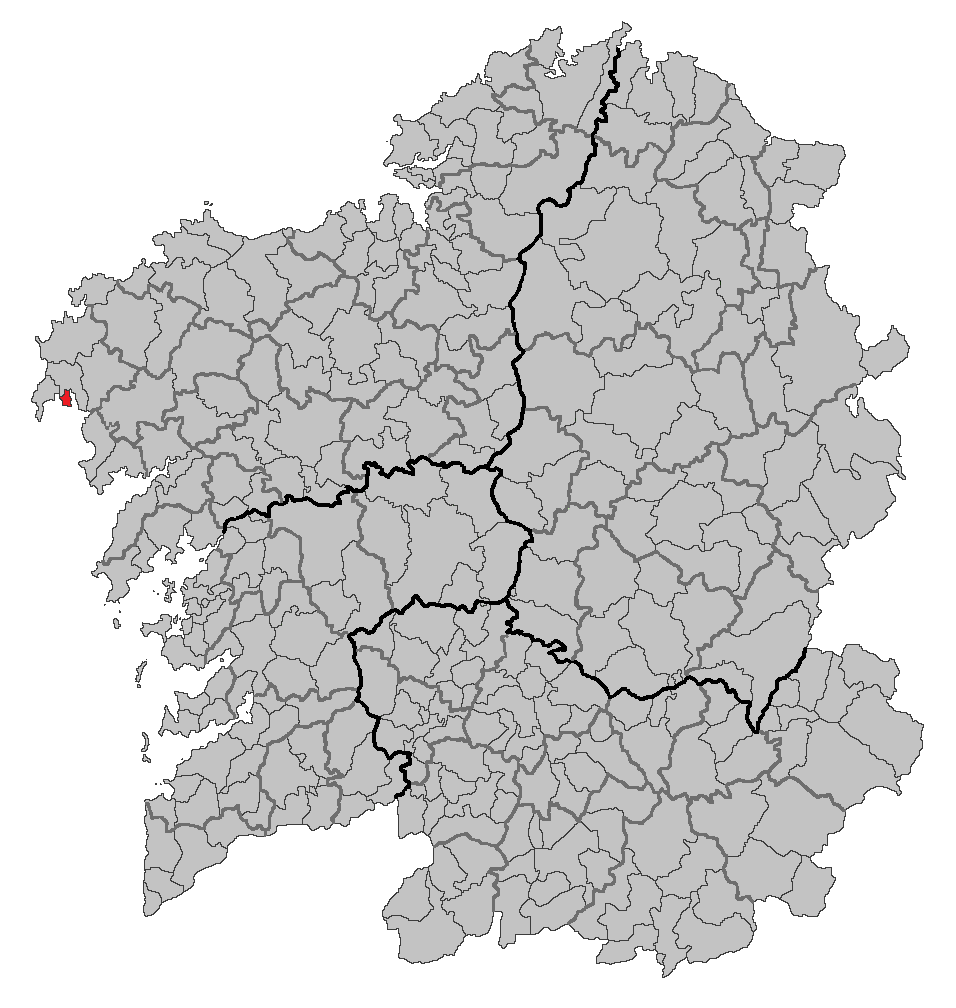
Localização de Corcubión

Corcubiom (Corcubión em galego da RAG e espanhol), ou ainda Corcubião em português, é um município da Espanha na província da Corunha, Comunidade Autónoma da Galiza, de área 6,58 km² com população de 1887 habitantes (2007) e densidade populacional de 298,48 hab/km².
Corcubião foi o primeiro município da Galiza a empregar oficialmente a norma reintegracionista da língua galega.

## Demografia
| Variação demográfica do município entre 1991 e 2004 | Variação demográfica do município entre 1991 e 2004 | Variação demográfica do município entre 1991 e 2004 | Variação demográfica do município entre 1991 e 2004 |
| --------------------------------------------------- | --------------------------------------------------- | --------------------------------------------------- | --------------------------------------------------- |
| 1991                                                | 1996                                                | 2001                                                | 2004                                                |
| 2102                                                | 2015                                                | 1966                                                | 1964                                                |